# هارتموت هينريتش
هارتموت هينريتش (بالألمانية: Hartmut Heinrich)‏ هو جيولوجي ألماني، ولد في 5 مارس 1952 في نورتهايم في ألمانيا.